# Encéphalite herpétique
 Mise en garde médicale
L’encéphalite herpétique est une encéphalite causée par le virus Herpes simplex, dont les manifestations communes sont des ulcérations orales (HSV-1) ou génitales (HSV-1 et HSV-2) et qui chez certains patients peut s'exprimer par une inflammation cérébrale.

## Épidémiologie
Elle représente 10 % des cas d'encéphalite (2 cas par million d'habitants). C'est la cause la plus fréquente des encéphalites infectieuses, sans variation saisonnière, atteignant aussi bien les hommes que les femmes.
Elle survient une fois sur 3 à l'occasion d'une primo-infection HSV-1 avant l'âge de 18 ans ; dans deux tiers des cas la maladie est observée chez des patients séropositifs pour HSV-1 ayant déjà eu des poussées d'herpès orofacial. Environ 50 % des patients ont plus de 50 ans.

## Physiopathologie
Il est généralement admis que l'encéphalite herpétique est due à la propagation rétrograde le long des axones du nerf trijumeau du virus après sa réactivation, à partir d'un site périphérique de la face jusqu'au cerveau. On sait que le virus demeure dormant dans le ganglion de Gasser, mais l'explication de sa réactivation et son cheminement avant d'atteindre le cerveau restent inconnus. Le nerf olfactif est aussi impliqué dans l'encéphalite herpétique ce qui peut expliquer l'atteinte préférentielle du lobe temporal, dans la mesure où le nerf olfactif se projette dans cette région.

## Symptômes
Les symptômes habituels comportent fièvre, paralysie, crises convulsives, hallucinations, troubles de mémoire, confusion, et altération de l'état de conscience.

## Diagnostic
Il doit être rapide, la prise en charge à un stade précoce permettant de minimiser le risque de séquelles. Il se base sur l'imagerie et la ponction lombaire avec analyse du liquide céphalorachidien à la recherche de l'ADN du virus par réaction en chaîne par polymérase (PCR).
La biopsie cérébrale permet la certitude diagnostique mais reste peu employée.

### Imagerie
L'IRM cérébrale est anormale dans 90 % des cas. Elle montre des images unilatérales (ou asymétriques) au niveau des lobes temporaux ou frontaux. Elles ne sont pas spécifiques et peuvent être retrouvées dans d'autres encéphalites, infectieuses ou non.
Le scanner crânien peut être normal dans un tiers des cas lorsqu'il est trop précoce.

### Liquide céphalorachidien
L'analyse du liquide céphalorachidien montre typiquement une augmentation du nombre de lymphocytes, du taux de protides (protéinorachie).
Cela permet surtout de prouver la responsabilité du virus Herpes simplex en retrouvant l'ADN viral par PCR (réaction en chaîne par polymérase). La sensibilité et la spécificité de cette recherche sont proches de 100 %. Cette recherche peut toutefois être négative les premiers jours, imposant un nouvel examen quelques jours après en cas de forte suspicion.

## Évolution
Non traitée, cette encéphalite est rapidement mortelle dans environ 70 % des cas.
Chez les patients traités, la mortalité atteint environ 20 % et plus de la moitié des survivants souffre de séquelles neurologiques graves à long terme. Seule une faible proportion (2,5 %) des patients évolue vers la guérison avec récupération de l'intégralité des fonctions cérébrales.
Le retard de la mise en route du traitement est un facteur pronostic péjoratif.

## Chez le nouveau-né
Rarement l'encéphalite herpétique peut être acquise chez le nouveau-né par transmission de la mère porteuse d'herpès génital lors de l'accouchement. Les symptômes chez ces enfants comprennent alors léthargie, tremblements, irritabilité, convulsions et une mauvaise prise alimentaire dans les deux semaines suivant leur naissance.

## Traitement
Il repose sur l'administration d'aciclovir en intraveineuse pendant deux à trois semaines, débutée dès la suspicion de l'atteinte, avec une diminution importante de la mortalité de la maladie. Un traitement antiépileptique comme la carbamazépine peut être prescrit sur plusieurs années après la maladie et si besoin pour réguler des crises convulsives et le changement d'humeur qui sont les signes des antécédents d'une encéphalite herpétique.
Cela reste une maladie grave avec une mortalité dépassant 10% et un taux de séquelles neurologiques graves atteignant 20%.